# 速霸陸XV
速霸陸XV（日语：スバル・XV）為2010年起日本速霸陸（富士重工業前身）製造、販售的緊湊型跨界休旅車，乃自第三代速霸陸Impreza衍生而來，故第一代車型名稱仍冠以速霸陸Impreza XV，第二代起才修改成現名。
車名「XV」來自英語中「XUV（Cross Utility Vehicle，跨界休旅車之意）」，再予以縮寫成「XV」。

## 歷史與概要

### 第一代GH系（2010年-2011年）
2010年 - 3月舉行的日內瓦汽車展上，富士重工業公開以第二代速霸陸Impreza為基礎而修改的Impreza XV跨界休旅車，6月24日在日本當地隨著小改款的第二代速霸陸Impreza而發表，具一體化造型的進氣壩、前後保險桿、尾翼、車頂行李架等外觀套件均重新設計過，顯露出跟Impreza不同的風格。懸吊避震系統亦重新調校，故車身高度比Impreza高出一些。內裝鋪陳則跟後者相同，動力心臟有兩種：1.5L水平對臥四缸DOHC EL15型引擎及2.0L水平對臥四缸SOHC EJ20E型引擎，搭配五速手動排檔或Sportshift E-4AT四速手自排兩種變速箱，驅動方式則有FF或4WD。
同年8月斯巴魯中國汽車公司宣布引進，搭載2.0L EJ20E型引擎，配合六速手排及五速手自排兩種變速系統；全車系均配置了VDC車輛動態控制系統（Vehicle Dynamics Control System）、EBD電子制動力分配系統、ABS防鎖死煞車系统、前座四具安全氣囊等配備。由於各地道路狀況不同，日本和歐洲市場的車高一樣，而中國、澳洲、俄羅斯等市場的車高則藉由加大輪胎尺寸、調整懸吊避震等方式增加了50mm。此外為了符合消費者的使用習慣，歐洲市場更提供了一具2.0L水平對臥四缸DOHC EE20型渦輪增壓柴油引擎。
2011年 - 9月原廠在法蘭克福車展展示大改款XV，故10月停產第一代車型。

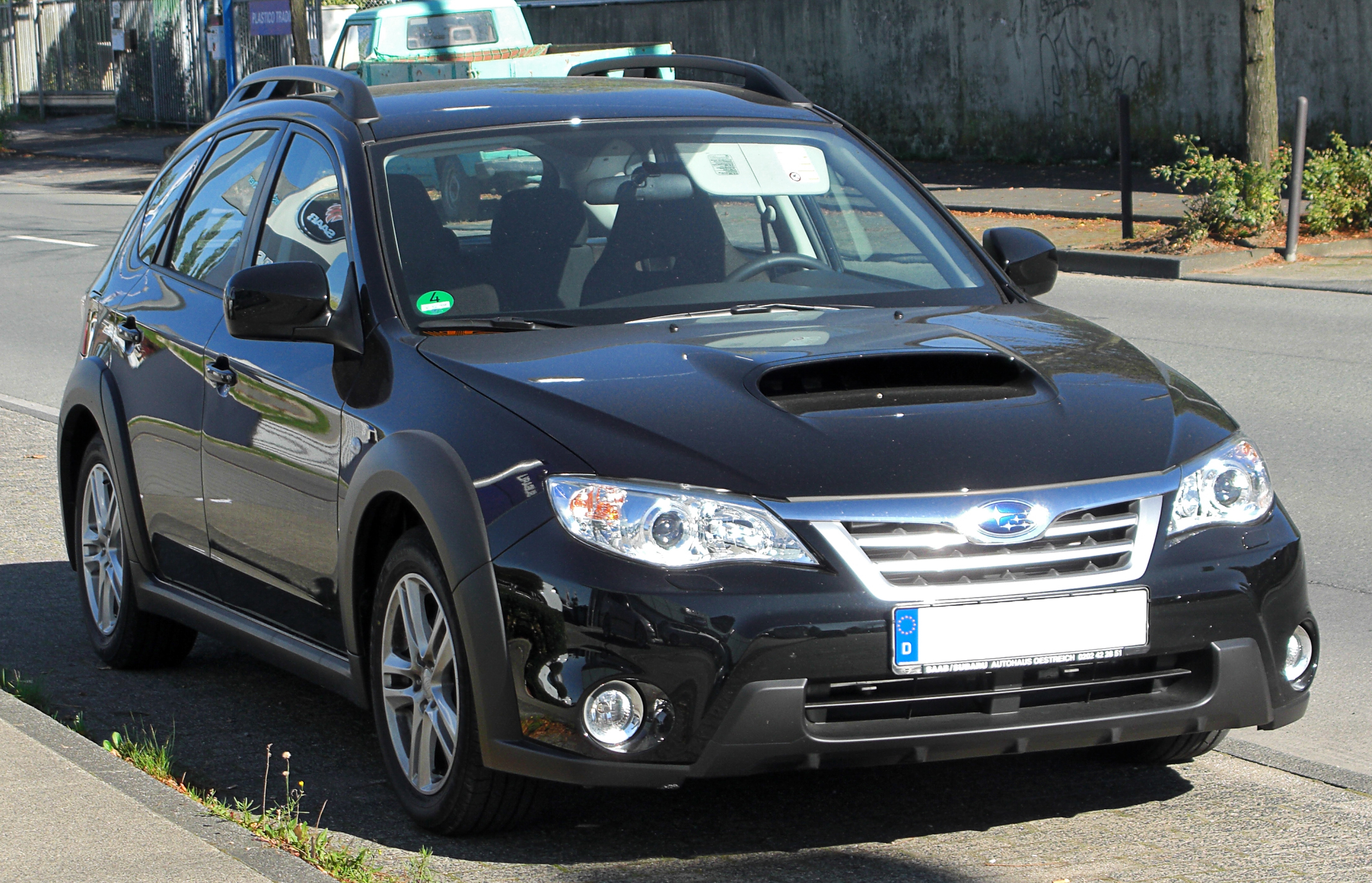
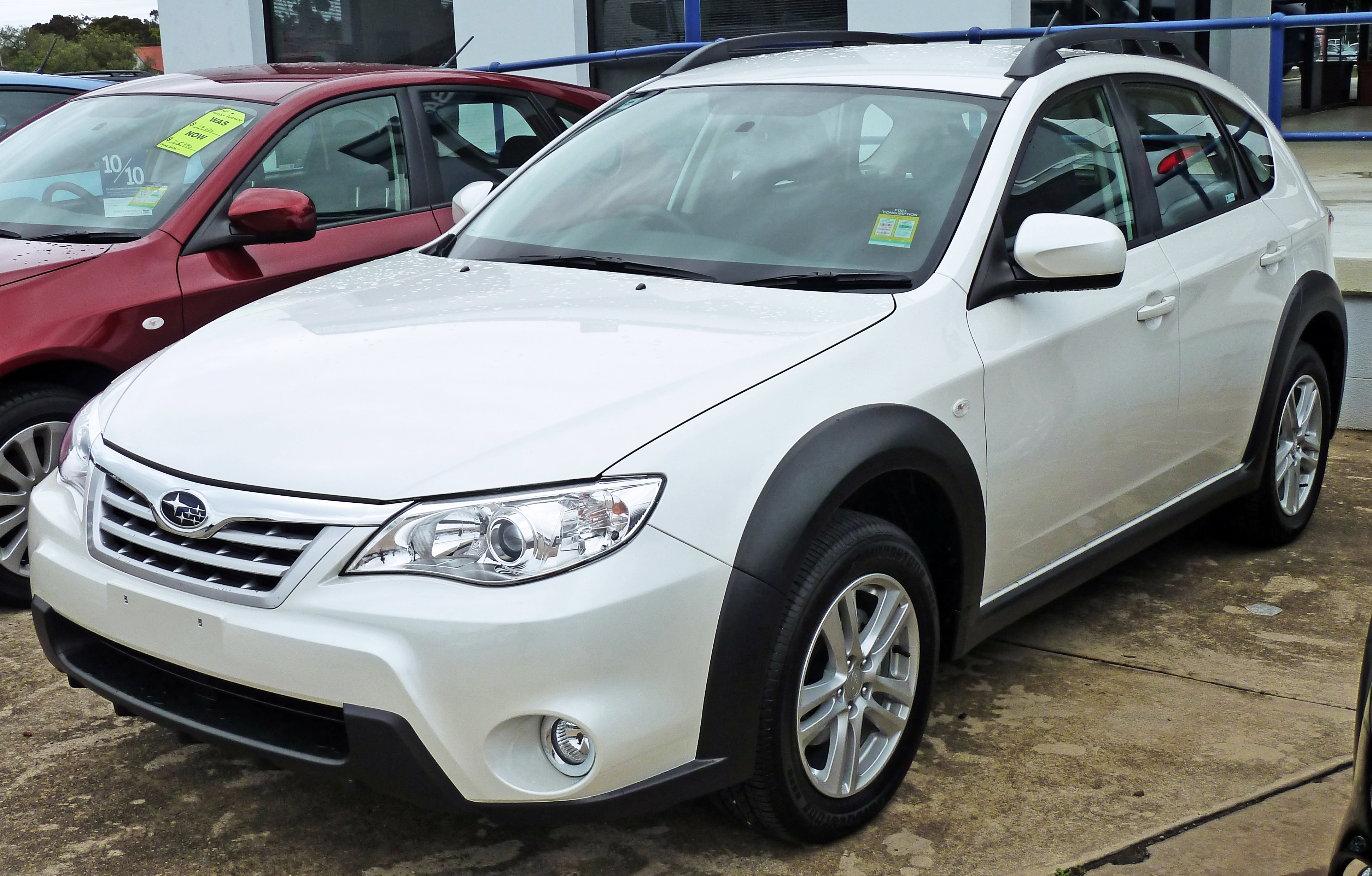
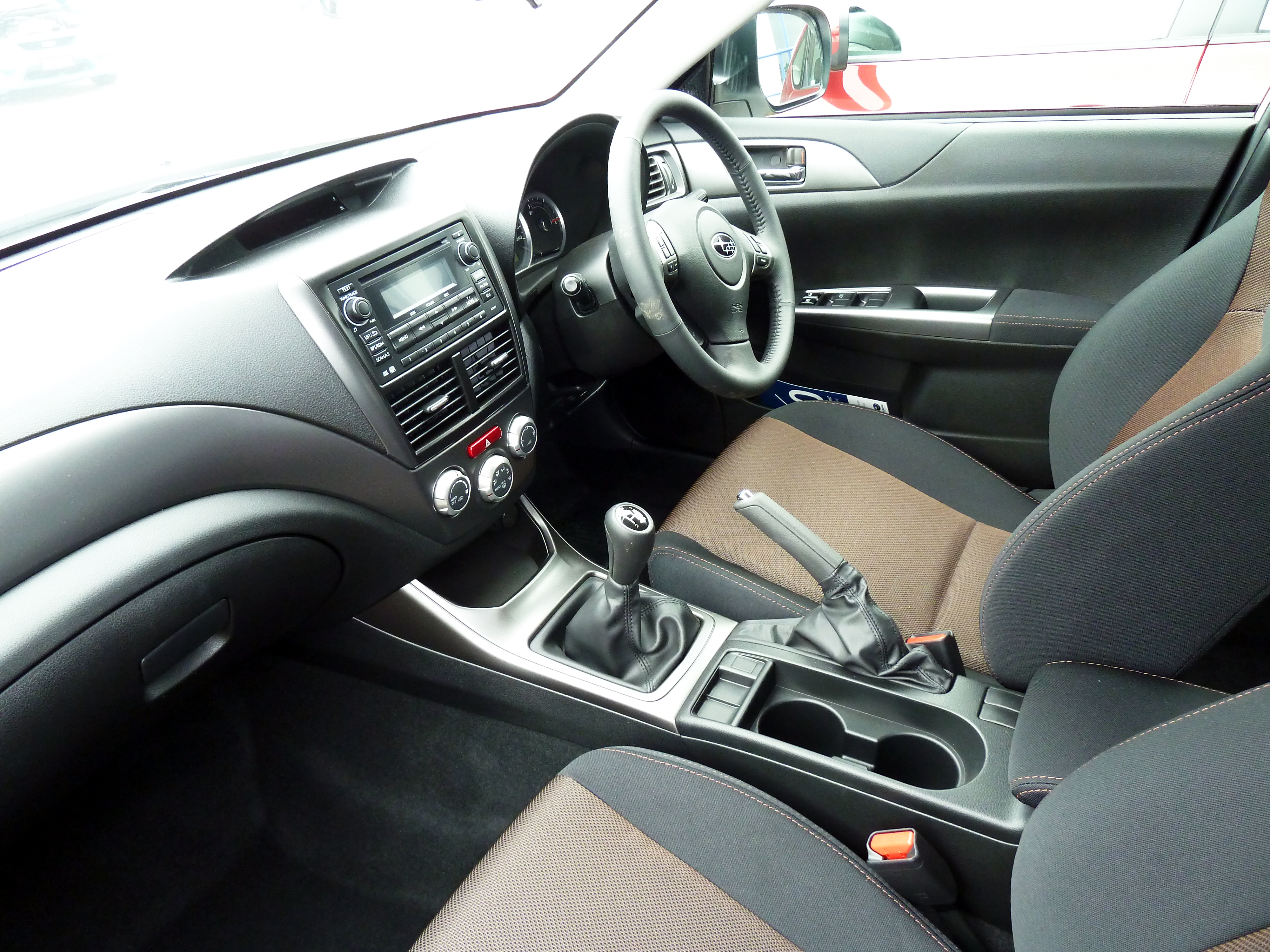
內裝

### 第二代GP系（2012年-2017年）
2011年 - 原廠在9月舉辦的法蘭克福車展上公開大改款的第二代XV，並將車名改成速霸陸XV。
2012年 - 4月20日正式在臺灣開賣，共分「2.0i」及「2.0i Premium」兩種等級。前者之標準配備含全時四輪傳動系統、Lineartronic CVT變速箱、VDC車輛動態控制系統、TCS循跡防滑控制系統、ABS防鎖死煞車系統、BAS煞車力輔助系統、BOS煞車優先系統、EBD電子制動力分配系統、七顆SRS安全氣囊、日行燈、後擾流板、17吋鋁合金輪圈、恆溫空調系統、可調式真皮方向盤、ISS怠速熄火系統、油耗資訊螢幕等，後者另增HID頭燈、自動感應式雨刷、電動玻璃天窗、巡航定速裝置、方向盤上含音響控制按鍵及換檔撥片、倒車顯影、黑色皮革座椅、雙區獨立恆溫空調、雙前座電熱座椅、MFD多功能資訊螢幕等配備。
同年10月5日第二代XV在日本當地開賣，動力心臟為2.0L水平對臥四缸DOHC FB20型引擎，搭配Lineartronic CVT變速系統，而歐規則另可選擇五速或六速手動排檔變速箱。
2013年 - 3月29日富士重工業在紐約國際車展公開油電複合動力車型XV Crosstrek Hybrid，此為該公司第一款油電混合車。6月24日正式在日本當地推出XV Hybrid，外觀與汽油引擎版XV並無二致，動力方面由2.0L FB20型引擎搭配MA1型電動馬達，可輸出10kW（約13.6hp） / 6.6kg·m的功率，輔以松下電器供應的鎳氫電池模組，藉由Lineartronic CVT來整合動力輸出，並採用四輪驅動的佈局方式。經日本JC08模式測試平均油耗為20.0km/L，同時此車款也可以純電動模式行駛，最高時速為40km/hr。當前市面上的油電混合動力車以四門轎車和SUV居多，考量到市場競爭力的問題，原廠才會選擇XV這種跨界休旅車做為第一部油電混合車。結果需求大增，證明富士重工業正確的判斷。另外，該車款同年秋季也在美國開賣。
2015年 - 為了慶祝原廠採用水平對臥引擎50週年，4月14日日本當地推出「XV 2.0i EyeSight Proud Edition」特仕車。以XV 2.0i EyeSight車型為基礎，換上鋼琴黑烤漆水箱罩與後視鏡、雙前駕駛座八向電動控制座椅、keyless免鑰匙感應門鎖系統與Push-start引擎啟動按鈕等配備，並有7種車色可供選擇。
2016年 - 7月28日宣布「XV HYBRID tS」特仕車將於10月25日開始發售，以「XV Hybrid」車型為基礎，外觀方面以亮橘紅色貫穿全車空力套件和17吋鋁合金輪圈，換上引擎室拉桿和底盤強化拉桿，並加強前後懸吊彈簧的支撐性。

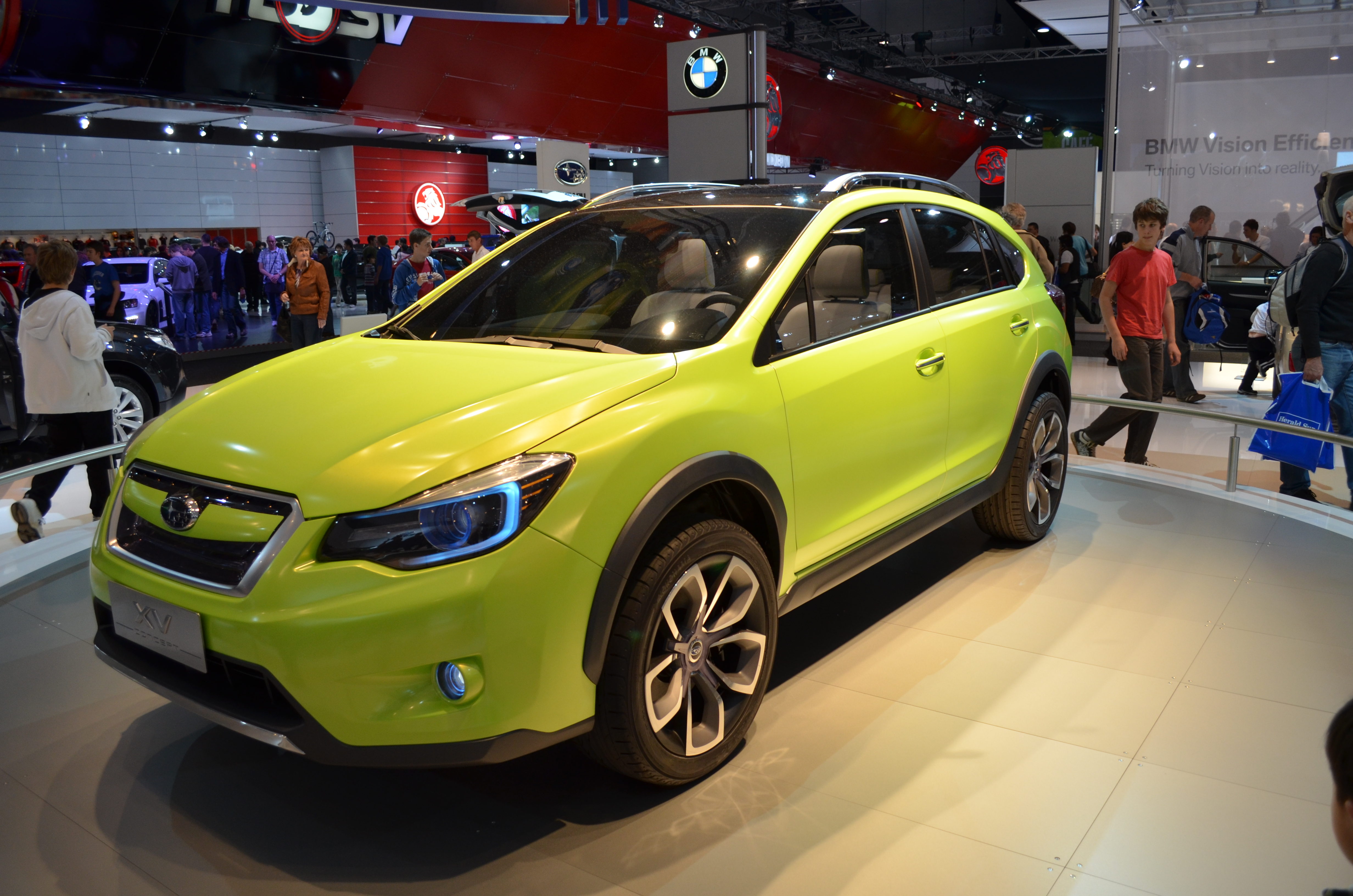
墨爾本車展
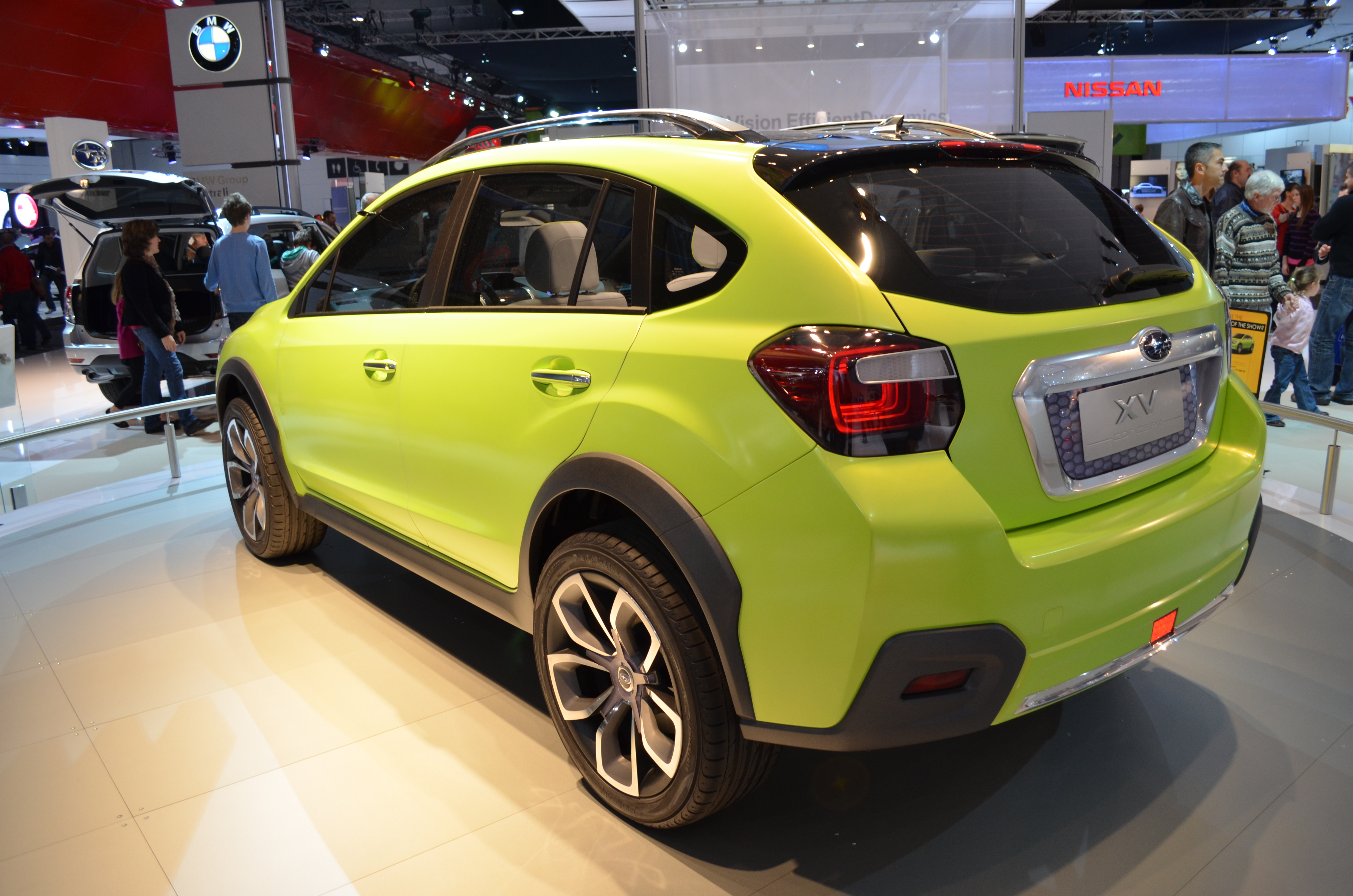
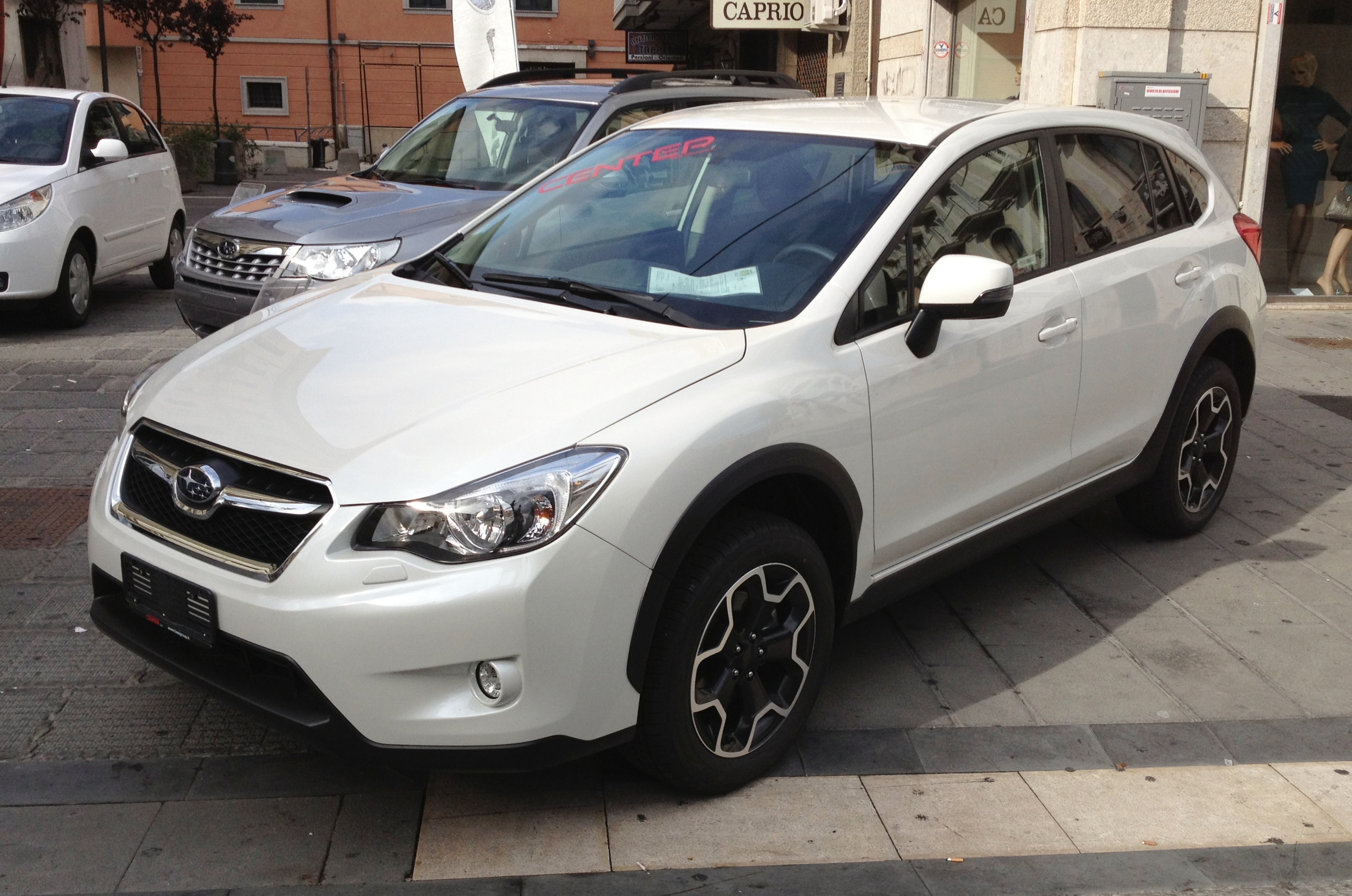
柴油版
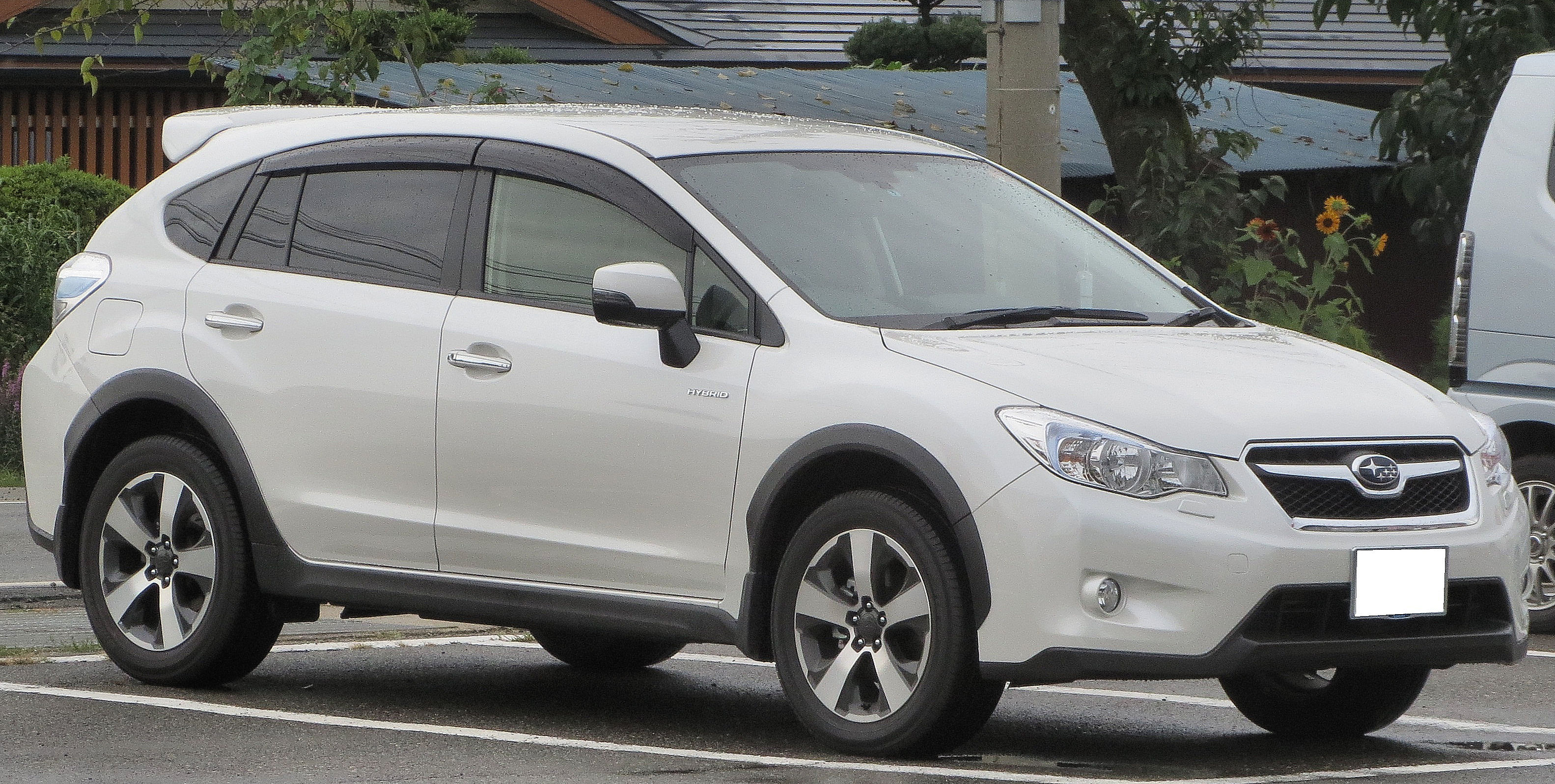
XV Hybrid EyeSight版
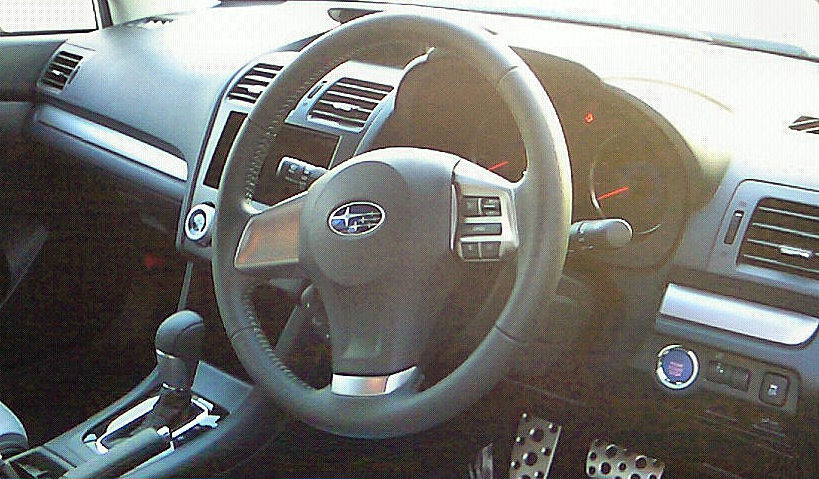
內裝照
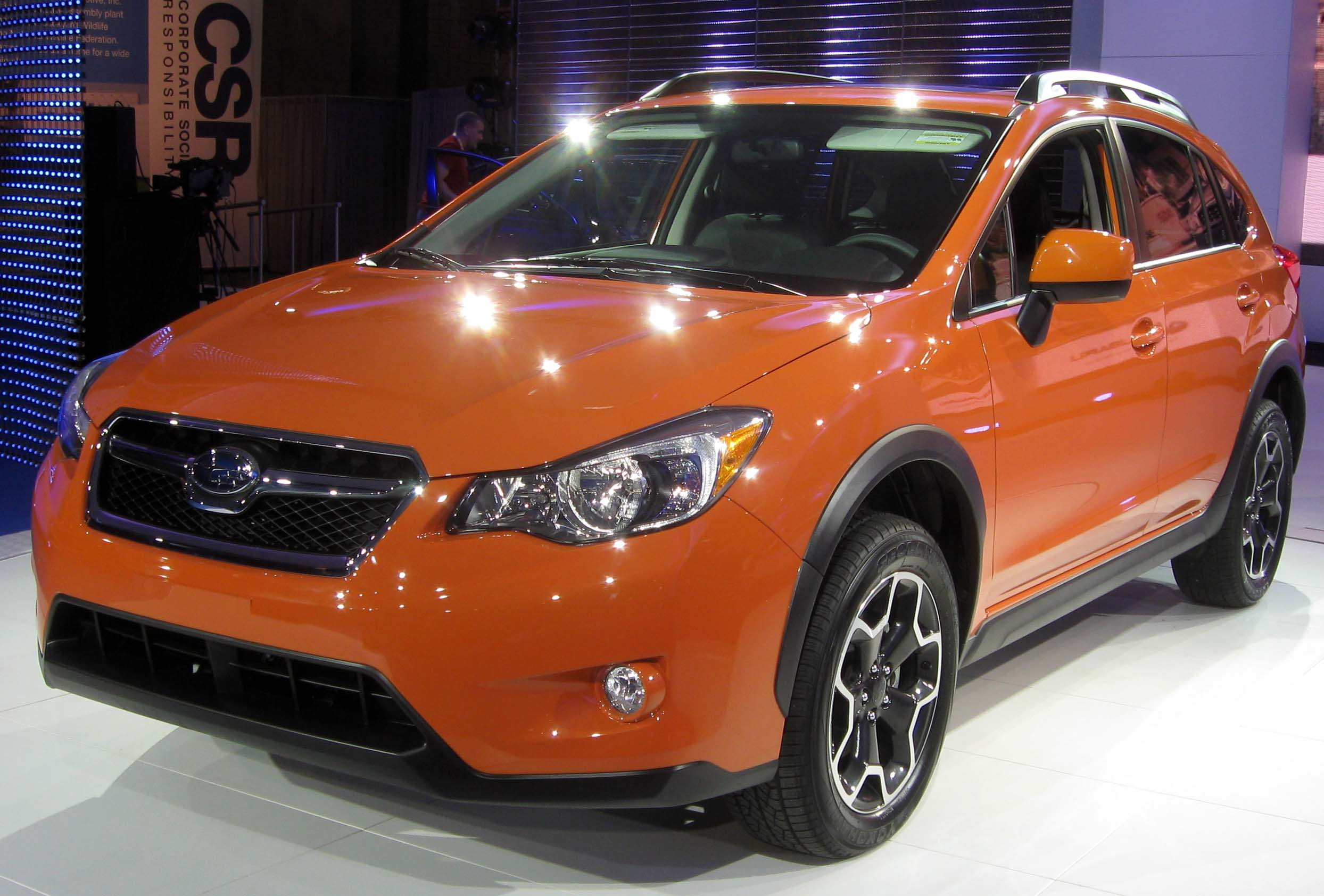
XV Crosstrek Hybrid
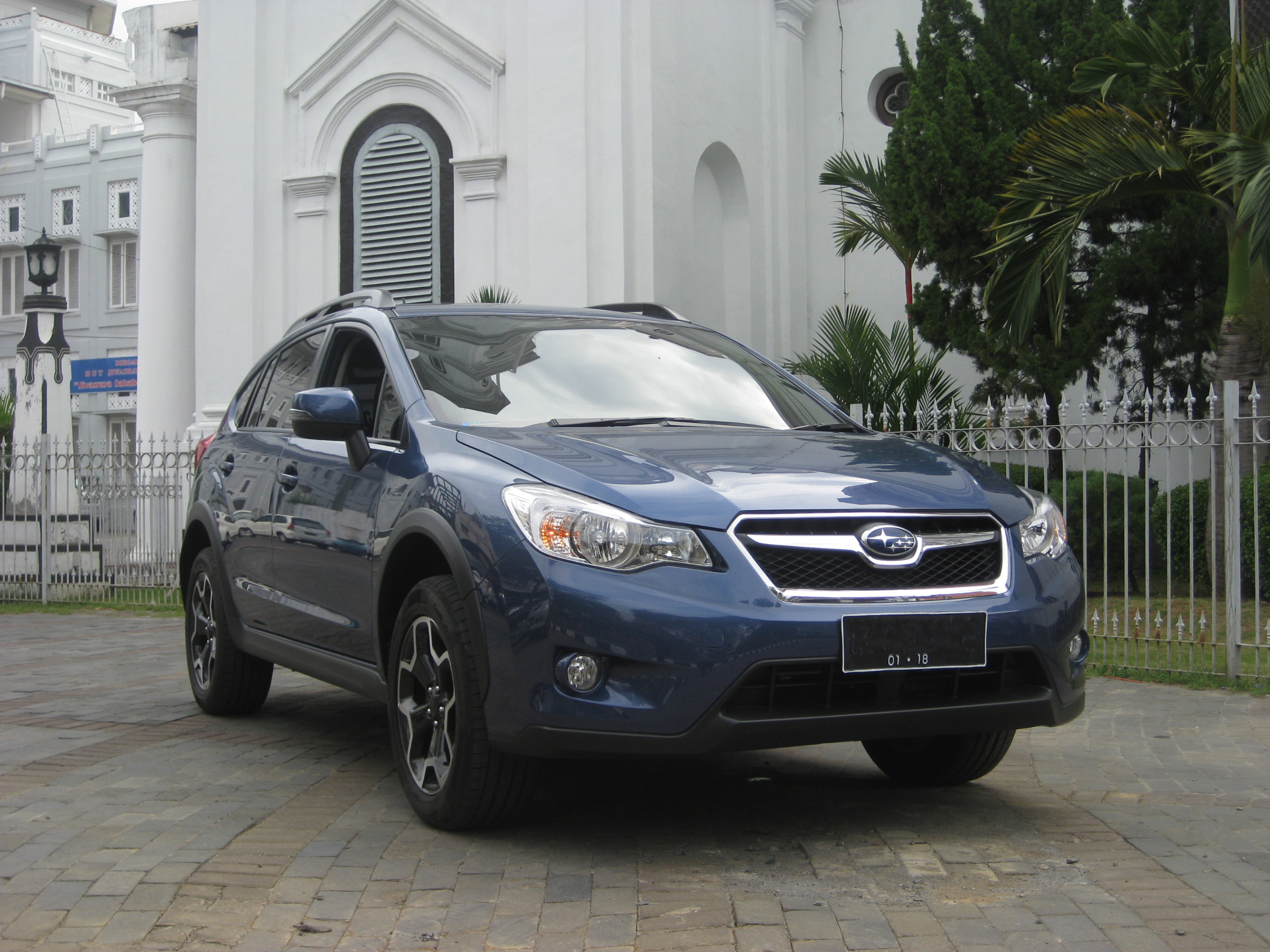
歐規
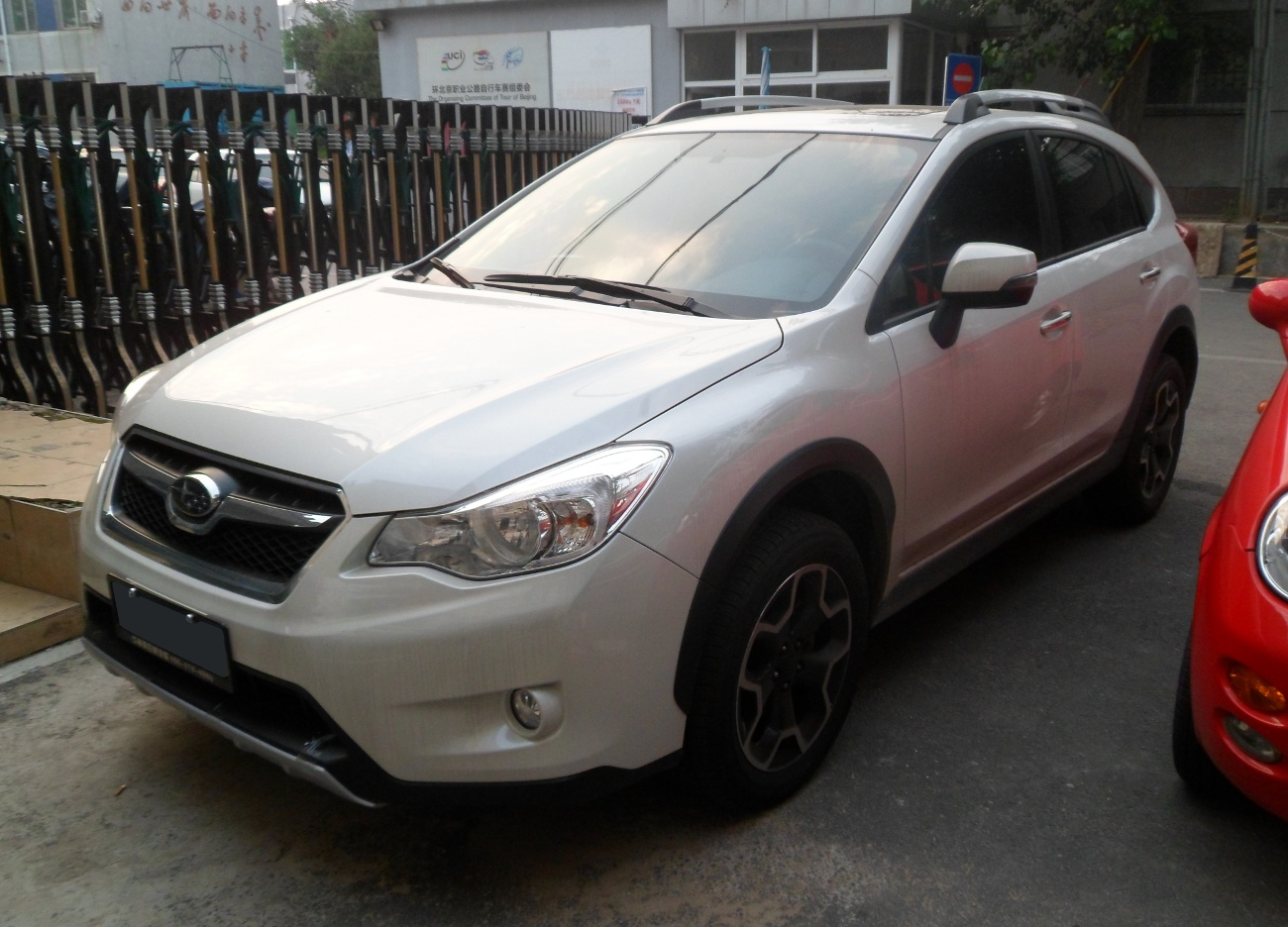
攝於中國

### 第三代GT系（2017年迄今）
2017年 - 1月23日全新大改款的第三代XV正式在日內瓦汽車展亮相，這是該公司旗下第二款以SGP（Subaru Global Platform）模組化平臺為基礎而開發的新車款，車身尺寸與上一代相差不遠。4月26日在日本市場正式發售，北美洲市場則以「速霸陸Crosstrek」之名上市。外觀設計仍維持粗獷越野風格，內裝方面則有橘色車縫線的座椅與方向盤、類碳纖維飾板等。動力方面依然沿用上一代的1.6L水平對臥四缸DOHC FB16型、2.0L水平對臥四缸DOHC FB20型等二種引擎，但重新調校後的輸出表現更好。
同年6月8日台灣意美汽車正式引進臺灣，配置2.0L水平對臥四缸DOHC FB20型引擎單一動力設定，可惜沒有引入EyeSight行車安全輔助系統的配備。遲至同年12月，才正式導入限量200台具備EyeSight行車安全輔助系統。

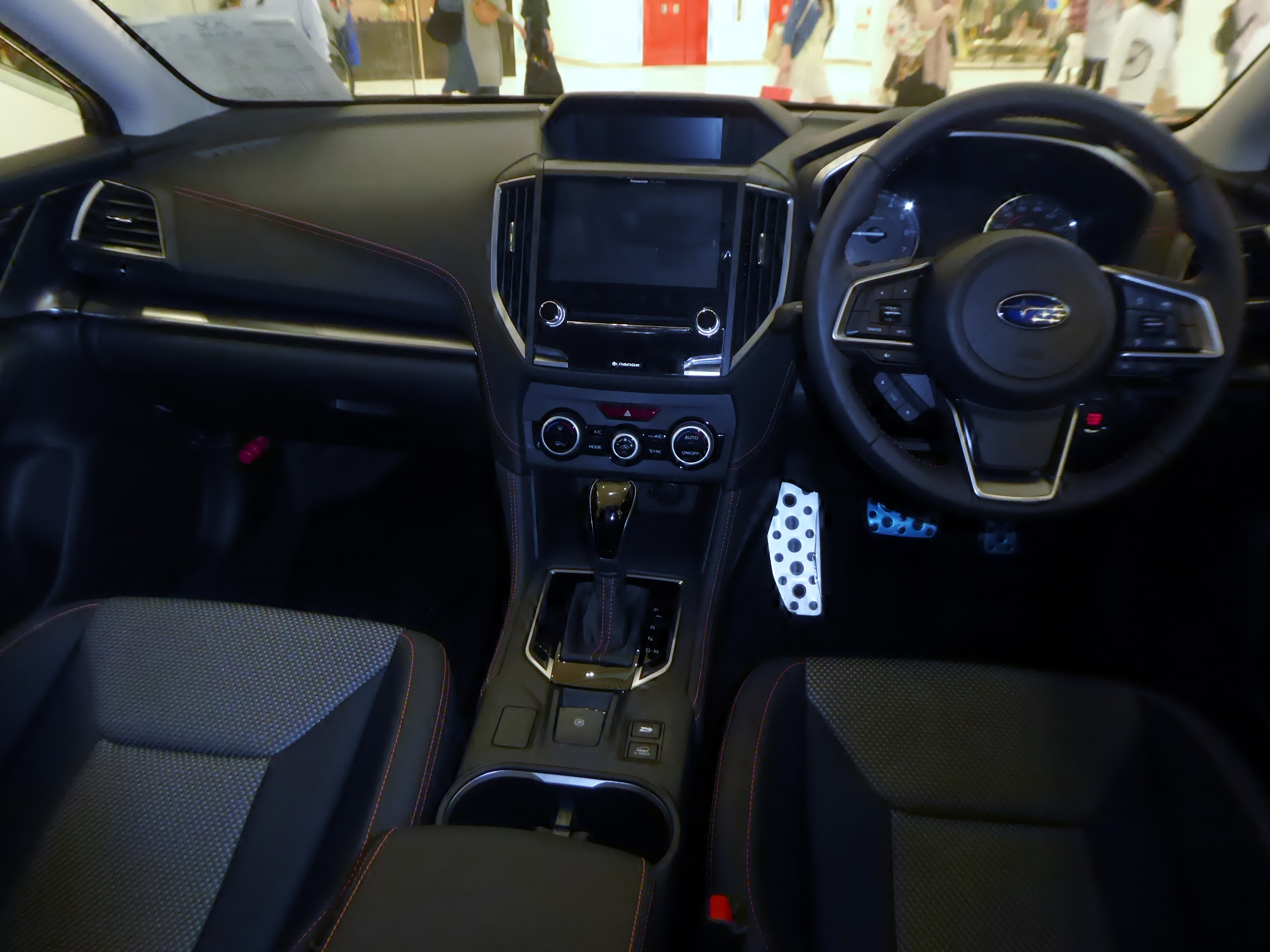
內裝

## 外部連結
- （日語）日本官方網站 （页面存档备份，存于）
- U-CAR試車報告：Subaru XV 2.0試駕，傳動操控篇 （页面存档备份，存于）